# Погорельская (Шенкурский район)
Погорельская — деревня в Шенкурском районе Архангельской области. Входит в состав муниципального образования «Верхопаденьгское».

## География
Деревня расположена в южной части Архангельской области, в таёжной зоне, в пределах северной части Русской равнины, в 100 километрах на юг от города Шенкурска, на правом берегу реки Паденьга, притока Ваги. Ближайшие населённые пункты: на северо-западе деревни Остахино и Подсосенная, на юго-востоке деревня Юрьевская.
Часовой пояс
Погорельская, как и вся Архангельская область, находится в часовой зоне МСК (московское время). Смещение применяемого времени относительно UTC составляет +3:00.

## Население
| 2002 | 2010 | 2012 |
| ---- | ---- | ---- |
| 9    | ↘4   | ↘2   |

## История
Указана в «Списке населённых мест по сведениям 1859 года» в составе Шенкурского уезда(1-го стана) Архангельской губернии под номером «2046» как «Погорельская». Насчитывала 6 дворов, 29 жителей мужского пола и 30 женского.
В «Списке населенных мест Архангельской губернии к 1905 году» деревня Погорельская насчитывает 12 дворов, 38 мужчин и 53 женщины.  В административном отношении деревня входила в состав Паденгского сельского общества Устьпаденгской волости.
В марте 1918 года Остахинская волость выделилась из состава Паденгской и деревня Погорельская оказалась в составе новой Остахинской волости, Остахинского сельского общества. На 1 мая 1922 года в поселении 13 дворов, 28 мужчин и 37 женщин.